# Bizepssehnentendinopathie
Die Bizepssehnentendinopathie ist eine häufige Erkrankung der Ursprungssehne des Musculus biceps brachii bei Hunden mittlerer und großer Rassen. Sie tritt vor allem bei mittelalten bis alten Tieren auf und führt zu einer Lahmheit der betroffenen Vordergliedmaße. In der älteren Literatur wurde die Erkrankung Tendovaginitis des Musculus biceps brachii bezeichnet, dies ist aber überholt, da es sich primär um eine Tendinopathie und nicht um eine Sehnenscheidenentzündung (Tendovaginitis) handelt. Die Diagnose wird meist durch Sonografie gestellt. Zur konservativen Behandlung kann ein Glucocorticoid in das Schultergelenk verabreicht werden. Führt dies nicht zum Erfolg, muss operativ vorgegangen werden.

## Etymologie
Im Altgriechischen ist τενων (tenon, Genitiv tenontis; [τένοντας = tenontas]) das gespannte Band oder die Sehne (Flechse). Dieses griechische Wort wurde als tendo mit dem Genitiv tendinis ins Lateinische übernommen. Daher kommen die Verben τενω (teno) und τεινω (teino) = dehnen oder spannen und lateinisch tenere = halten (und tendere = spannen, ausdehnen) sowie das Substantiv tensio = Spannung und Dehnung. Abgeleitet wurden die Tenesmen, die Tenontodynie (Dolor tendinum, Sehnenschmerz) und die Tenontotomie (Tenotomie, Tendinis sectio, Sehnenschnitt). Außerdem altgriechisch πάθος páthos = Leiden.

## Formen
Die primäre Bizepssehnentendinopathie wird durch Traumata oder längere Überbelastung ausgelöst. Dies führt zu einer Entzündung im Sehnenursprung. Die relativ schlechte Blutversorgung im Sehnenansatz wird als prädisponierender Faktor für Verletzungen angenommen.
Die sekundäre Bizepssehnentendinopathie wird durch Erkrankungen des Schultergelenks ausgelöst. Dazu gehören das Impingement-Syndrom durch losgelöste Knorpelfragmente und Verdickungen der Sehne des Musculus supraspinatus (Supraspinatus-Tendinopathie).

## Diagnostik
Das Signalement des Tieres und eine Vorhandlahmheit, die unter Belastung und nach Ruhe zunimmt, sind bereits hinweisende Indizien.
Bei der orthopädischen Untersuchung lässt sich häufig durch Druck auf die Sehne im Sulcus intertubercularis des Oberarmknochens und Beugung des Schultergelenks Schmerz auslösen. Lässt sich das Schultergelenk bei vollständig gestrecktem Ellbogengelenk vollständig beugen, ist eher von einem Riss der Bizepssehne auszugehen, der allerdings selten ist. Beim „Schubladentest“ wird bei leichter Beugung des Schultergelenks und fixiertem Schulterblatt der Oberarmknochen nach vorn bewegt und gleichzeitig Druck auf die Ursprungssehne ausgeübt. Dieses Manöver ist ebenfalls schmerzhaft. Die klinisch-orthopädische Untersuchung allein ist allerdings nicht geeignet, die Schultergelenkspathologie exakt einzugrenzen.
Die Röntgenuntersuchung zeigt häufig nur dezente Hinweise. Besser geeignet ist die Sonografie, bei der eine vermehrte Füllung der Sehnenscheide und eine verdickte Sehne mit veränderter Faserstrukturierung nachweisbar sind. Mittels Schultergelenkspiegelung (Arthroskopie) ist nicht nur eine direkte Betrachtung und Diagnose, sondern gleichzeitig die Behandlung möglich. Computertomografie und Magnetresonanztomografie sind ebenfalls zur Diagnostik geeignet.

## Behandlung
Die konservative Behandlung umfasst Schonung, Physiotherapie und die Injektion von Entzündungshemmern wie Methylprednisolon oder Triamcinolon in das Schultergelenk (intraartikulär). Die Injektionstherapie kann um Hyaluronsäure und Bupivacain ergänzt werden. Auch der Einsatz von thrombozytenreichem Plasma und eine Stoßwellentherapie sind beschrieben worden, die Studienlage ist dazu aber begrenzt. Klassische nichtsteroidale Entzündungshemmer haben meistens keine ausreichende Wirkung.
Wenn die konservative Behandlung keinen Erfolg hat, muss operativ vorgegangen werden. Operationen werden in der Regel arthroskopisch vorgenommen. Dabei sind sowohl die Tenotomie, also die Durchtrennung der Sehne, als auch die Tenodese, also die operative Fixierung der Sehne im Knochen, beschrieben. Vergleichende Untersuchungen zu beiden Verfahren gibt es nicht. Die Sehnendurchtrennung konnte in einer Langzeitstudie gute Erfolge verzeichnen. Zur Tenodese fehlen diesbezügliche Langzeituntersuchungen. Physiotherapie ist auch nach Operationen sinnvoll.